# Chan Santokhi
Chandrikapersad „Chan“ Santokhi (* 3. února 1959 Lelydorp) je surinamský politik, bývalý šéf policie, mezi lety 2020 a 2025 prezident země.

## Životopis
Narodil se v rodině s indickými kořeny. Po dokončení střední školy v Paramaribu odešel roku 1978 do Nizozemska, kde do roku 1982 studoval na Nizozemské policejní akademii v Apeldoornu. Po skončení studia se vrátil zpátky do Surinamu a začal pracovat jako policejní inspektor v Geyersvlijt v okrese Paramaribo a později se přestěhoval do okresu Wanica. V roce 1989 se stal vedoucím státní justiční policie a v roce 1991 byl jmenován hlavním policejním komisařem.
Ve volbách v roce 2005 byl zvolen do parlamentu a od září 2005 do roku 2010 zastával funkci ministra spravedlnosti. Během svého funkčního období tvrdě bojoval proti obchodování s drogami. Poté se roku 2010 a 2015 znovu dostal do parlamentu a v roce 2020 získala jeho politická strana nejvíce křesel v parlamentu. Dne 30. května 2020 oznámil svou kandidaturu na prezidenta Surinamu a protože neměl žádného protikandidáta, byl 13. července 2020 zvolen novým prezidentem aklamací. Do funkce nastoupil 16. července 2020.